# 박유나
박유나(1997년 12월 23일 ~ )는 대한민국의 배우이다.

## 학력
- 정화여자중학교 졸업
- 한림연예예술고등학교 실용무용과[1]

## 출연작

### 드라마
| 연도 | 방송            | 제목                                  | 역할            | 비고      |
| ---- | --------------- | ------------------------------------- | --------------- | --------- |
| 2015 | KBS2            | 《발칙하게 고고》                     | 김경은          | 데뷔작    |
| 2015 | SBS             | 《육룡이 나르샤》                     |                 |           |
| 2017 | tvN             | 《비밀의 숲》                         | 권민아 / 김가영 |           |
| 2017 | JTBC            | 《더 패키지》                         | 나현            |           |
| 2017 | tvN             | 로맨스 토크드라마 《모두의 연애》     |                 |           |
| 2018 | JTBC            | 《내 아이디는 강남미인》              | 유은            |           |
| 2018 | KBS2            | 《KBS 드라마 스페셜 - 닿을 듯 말 듯》 | 주영주          |           |
| 2018 | JTBC            | 《SKY캐슬》                           | 차세리          |           |
| 2019 | JTBC            | 《SKY캐슬》                           | 차세리          |           |
| tvN  | 《호텔 델루나》 | 이미라/송화공주                       |                 |           |
| tvN  | 2020            | 《여신강림》                          | 강수진          | 첫 주연작 |
| 2022 | 디즈니 +        | 《너와 나의 경찰수업》                | 기한나          |           |

### 영화
- 《화이트데이: 부서진 결계》 (2021년) - 한소영 역
- 《롱디》 (2023년) - 태인 역
- 《보호자》 (2022년) - 진아 역

### CF
- 2015년 아시아나 항공
- 2019년 맥심 카누 (공유와 동반출연)